# 藤原豊
藤原 豊（ふじわら ゆたか、1963年7月19日 - ）は、日本の経産官僚。
千葉県船橋市出身。筑波大学附属中学校・高等学校卒業。1987年、東京大学経済学部卒業、通商産業省入省。1994年外務省在マレーシア日本大使館一等書記官。2001年-2003年、内閣府に出向し、プライベート・ファイナンス・イニシアティブ（PFI）・構造改革特別区域・市場化テストの制度創設や、医療・教育・農業等の規制改革に従事。2004年経済産業省商務情報政策局政策企画官。2006年-2009年、経済産業省産業技術環境局環境経済室長・環境政策参事官として、京都議定書目標達成計画による自主行動計画や国内クレジット制度（国内排出削減量認証制度）の創設・実施等を担当。2011年7月15日、産業技術環境局技術振興課長に就任、研究開発税制抜本拡充等を実現。2013年4月、内閣府に出向、内閣官房地域活性化統合事務局総括参事官のち内閣府地方創生推進室次長に就任し、国家戦略特別区域制度企画立案・運営に従事。2014年内閣官房地域活性化統合事務局次長。2016年内閣府地方創生推進事務局審議官。2017年7月5日より経済産業省大臣官房審議官（貿易経済協力局インフラシステム輸出担当）。2019年7月5日、退官。2020年2月1日より楽天株式会社政策・渉外アドバイザー、フロンティア・マネジメント株式会社顧問、一般財団法人未来を創る財団副会長。2021年株式会社SRAホールディングス取締役。2022年株式会社セブン&アイ・ホールディングス政策アドバイザー。